# 鈴木寿 (競馬)
鈴木 寿（すずき ひとし、1962年7月28日 - ）は、北海道出身の元騎手・調教助手。

## 来歴
1984年3月に美浦・尾形盛次厩舎からデビューし、同3日の中山第4競走4歳未勝利・ダービーコーラス（16頭中10着）で初騎乗、11月10日の福島第1競走3歳300万下・ミトモスイセイで初勝利を挙げる。初勝利当日の第8競走4歳以上400万下では12頭中12番人気の関西馬ピースメーカーで勝利して初の1日2勝も挙げ、1年目の同年は3勝をマーク。
2年目の1985年には12月14日・15日の中山で初の2日連続勝利を挙げるなど5勝、3年目の1986年には初の2桁勝利で自己最多の18勝をマーク。
1986年には日高育成牧場で育った抽せん馬のタイテエム産駒コーセイで新馬戦を8馬身差の圧勝であっと言わせ、いちょう特別はメリーナイスらに敗れたが 、鋭い追い込みを武器に3歳抽せん馬特別では単勝1.1倍の1番人気に応えて6馬身差勝利。テレビ東京賞3歳牝馬ステークスからは増沢末夫に交代したが、同馬は同年の優駿賞最優秀3歳牝馬に選出された。
1989年には中山記念でコーセイに大崎昭一からの乗り替わりで3歳時以来の騎乗を果たし、ホクトヘリオス・レジェンドテイオーを抑えて9番人気ながら重賞4勝目に導くと同時に自身唯一の重賞勝利となった。安田記念でも騎乗して9着に終わったが、リンドホシ・ランドヒリュウ・サクラチヨノオーに先着。5頭立ての新潟3歳ステークスではクリアトラース、福島3歳ステークスではサンエイソロン産駒ダイワシーゲルで共に3着に入った。
1991年には3月2日の中山で第3競走4歳新馬を青森産馬コウチポートでツインターボの3馬身差2着、第7競走4歳新馬をブルーフラールを母に持つブルーカナリアで逃げて3着馬に5馬身差付けると同時に勝ち馬とアタマ差2着に入った。7月7日の福島第8競走4歳500万下ではニチドウタロー産駒セントダンサーで14頭中14番人気ながら勝利して枠連万馬券を演出し、11月2日の福島第3競走3歳未勝利ではニシノライデン産駒セントライデンで逃げ切った。
1993年にはサクラロータリー産駒セノエスワローで中山ダート1200mの新馬→500万下を連勝し、初めての芝で重賞のクイーンカップでは5着と健闘、クロッカスステークスではユキノビジンの3着に入った。コウチポートでは中山ダート1200mの500万下で2勝すると、初めての芝で東京マイル戦の900万下を2着と好走し、ダービーデーの5月30日に行われた同条件の第7競走富嶽賞を勝利。七夕賞では11番人気で8着、カブトヤマ記念ではキョウシンマルゼンで13頭中13番人気ながらハシノケンシロウ・ヒダカハヤトに先着する6着、テレビ東京賞3歳牝馬ステークスでは12番人気のイガノリリーで7着と入着はならなかったが、1桁着順で全て人気を上回り、7年ぶり最後の2桁勝利で自己最多の14勝をマーク。
1994年には吉永正人厩舎のサクラトウコウ産駒マルタカトウコウで500万下→900万下→アクアマリンステークス（1500万下）→栗東ステークス（OP）を全て逃げ切って4連勝し、福島記念ではマッドネスオーでマイヨジョンヌ・ツインターボ・トーヨーリファールを抑えて2着に入った。
1995年にはマッドネスオーで中山記念では12頭中11番人気ながらホッカイセレス・トロットサンダー・ホクトベガ・インターマイウェイを抑えてフジヤマケンザン・サクラチトセオーに次ぐ4着、新潟大賞典ではアイリッシュダンス・スガノオージに次ぐ5着に入り、9月10日の中山第12競走4歳以上500万下・セノエスワローが平地最後の勝利となった。
1998年にはメジロマスキットを母に持つメジロシンドウで東京障害特別（春）では10歳馬ケイティタイガーのハナ差2着、中山大障害（春）にはノーザンレインボー・ケイティタイガーに次ぐ3着に入った。
1999年には9年ぶりの0勝に終わったが、2000年3月11日の中山第5競走障害4歳以上未勝利ではレイズスズランで逃げ切って大差勝ちし、2003年5月3日の東京第5競走障害4歳以上オープンでは父メジロマックイーン、母メジロマスキットのメジロシュナイダーで通算100勝を達成。
2003年6月21日の福島第5競走障害3歳以上未勝利・エーピーカラコルムで最後の勝利を挙げ、2004年2月28日の中山第5競走障害4歳以上未勝利・ビジネスサイクル（13頭中5着）が最後の騎乗となり、翌2月29日付で現役を引退。
引退後は奥平真治厩舎の調教助手となった。

## 騎手成績
| 通算成績 | 1着 | 2着 | 3着 | 4着以下 | 出走回数 | 勝率 | 連対率 |
| -------- | --- | --- | --- | ------- | -------- | ---- | ------ |
| 平地     | 78  | 93  | 95  | 962     | 1228     | .064 | .139   |
| 障害     | 23  | 34  | 30  | 260     | 347      | .066 | .164   |
| 計       | 101 | 127 | 125 | 1222    | 1575     | .064 | .145   |

主な騎乗馬
- コーセイ（1989年中山記念）